# Thrintoft
Thrintoft – wieś w Anglii, w hrabstwie North Yorkshire, w dystrykcie (unitary authority) North Yorkshire. Leży 51 km na północny zachód od miasta York i 327 km na północ od Londynu.